# Acid bromhidric
Acidul bromhidric este o soluție apoasă a compusului hidrogen bromurat și un acid anorganic tare. Sărurile acidului bromhidric se numesc bromuri. Formula chimică a acidului bromhidric este HBr.

## Obținere
Acidul bromhidric se obține în laborator prin reacția dintre acidul sulfuric (sau un alt acid anorganic, mai tare decât acidul bromhidric) și una dintre bromuri, NaBr de exemplu:
{\displaystyle \mathrm {2\,NaBr+H_{2}SO_{4}\longrightarrow Na_{2}SO_{4}+2\,HBr} }
Acidul sulfuric nu trebuie să fie foarte concentrat, deoarece acțiunea sa oxidantă poate transforma acidul bromhidric proaspăt obținut în brom elementar, Br2.

## Utilizări
Acidul bromhidric este folosit, de obicei, pentru producerea bromurilor anorganice, în special bromura de zinc, bromura de calciu și bromura de sodiu.

## Proprietăți

### Aspecte specifice
În condiții obișnuite de temperatură și presiune, acidul bromhidric este un gaz incolor care fumegă în aer, fiind foarte avid de apă. Are miros înțepător, atacând violent mucoasele organelor respiratorii. Sărurile acestui acid se numesc bromuri. Majoritatea bromurilor sunt solubile în apă, deși unele sunt greu solubile, ca de exemplu: PbBr2, HgBr, AgBr, TlBr, etc. 
Este solubil în apă circa 600 litri de hidrogen bromurat gazos per litru de apă la temperatura ambientală.

### Fizice
Densitatea acidului bromhidric este de 2,529 g/cm3 la temperatura de 0° Celsius. Punctul de fierbere este de -66,8° Celsius, iar punctul de topire (acidul se poate solidifica în cristale incolore) este de -86,9° Celsius.

### Chimice
Este instabil sub acțiunea luminii, producând brom liber.
Căldura de formare este de 51 kJ per mol.

## Păstrarea
Acidul bromhidric se păstrează în sticle de culoare închisă, bine astupate, la loc rece, datorită faptului că acesta se oxidează mai ușor ca acidul clorhidric punând în libertate molecula diatomică de brom Br2. Spre deosebire de acidul clorhidric, acidul bromhidric se combină (la temperatura scăzută) cu mercurul și argintul, rezultând bromurile respective și degajându-se hidrogen.

## Impurități
Acidul bromhidric poate conține, ca impurități, vapori de brom și apă. 

## Resurse
- DE
- acid